# Foetorepus goodenbeani
Foetorepus goodenbeani és una espècie de peix de la família dels cal·lionímids i de l'ordre dels perciformes.

## Morfologia
- Els mascles poden assolir 18,4 cm de longitud total[1] i 15,7 les femelles.[2]

## Hàbitat
És un peix marí, de clima subtropical i demersal que viu entre 47-396 m de fondària.

## Distribució geogràfica
Es troba a l'Atlàntic occidental: Estats Units.

## Observacions
És inofensiu per als humans.